# Verwaltungs-Vollstreckungsgesetz
Das Verwaltungs-Vollstreckungsgesetz (VwVG) regelt für die Behörden des Bundes deren Möglichkeit der zwangsweisen Durchsetzung ihrer eigenen Verwaltungsakte. Behörden bedürfen bei der Durchsetzung ihrer Verwaltungsakte nicht der vorherigen Sanktionierung durch ein unabhängiges Gericht, sondern sie können kraft ihres Amtes ihre Forderungen selbständig durchsetzen.
Die Vollstreckungsakte werden erst durch das Einlegen von Rechtsmitteln der richterlichen Prüfung unterworfen.
Sind Verwaltungsakte einer Bundesbehörde im Wege der Amtshilfe von einer Landes- oder Kommunalbehörde durchzusetzen, so finden die Verwaltungs-Vollstreckungsgesetze der Länder Anwendung.

## Gliederung des Gesetzes
Erster Abschnitt Vollstreckung wegen Geldforderungen
§ 1 Vollstreckbare Geldforderungen
§ 2 Vollstreckungsschuldner
§ 3 Vollstreckungsanordnung
§ 4 Vollstreckungsbehörden
§ 5 Anzuwendende Vollstreckungsvorschriften
Zweiter Abschnitt Erzwingung von Handlungen, Duldungen oder Unterlassungen
§ 6 Zulässigkeit des Verwaltungszwanges
§ 7 Vollzugsbehörden
§ 8 Örtliche Zuständigkeit
§ 9 Zwangsmittel
§ 10 Ersatzvornahme
§ 11 Zwangsgeld
§ 12 Unmittelbarer Zwang
§ 13 Androhung der Zwangsmittel
§ 14 Festsetzung der Zwangsmittel
§ 15 Anwendung der Zwangsmittel
§ 16 Ersatzzwangshaft
§ 17 Vollzug gegen Behörden
§ 18 Rechtsmittel
Dritter Abschnitt Kosten
§ 19 Kosten
§ 19a Vollstreckungspauschale, Verordnungsermächtigung
Vierter Abschnitt Übergangs- und Schlussvorschriften
§ 20 Außerkrafttreten früherer Bestimmungen
§ 21 Berlin
§ 22 Inkrafttreten

## Landesgesetzliche Vorschriften
Die Bundesländer haben jeweils eigene Verwaltungs-Vollstreckungsgesetze erlassen. Diese Vorschriften finden bei der Vollstreckung durch Landes- und Kommunalbehörden Anwendung. Ebenfalls anzuwenden sind die Vorschriften der Länder, wenn ein Verwaltungsakt des Bundes im Wege der Amtshilfe durch eine Landes- oder Kommunalbehörde vollstreckt werden soll.
Übersicht über die Landesvollstreckungsgesetze (Stand 2003):
| Bundesland             | vom                                 | zul. geändert                        |
| ---------------------- | ----------------------------------- | ------------------------------------ |
| Baden-Württemberg      | 12. März 1974 (GBl. 93)             | 18. Dezember 1995 (GBl. 1996 S. 29)  |
| Bayern (VwZVG)         | 11. November 1970 (GVBl. 1971 S. 1) | 20. Dezember 2011 (GVBl. 689)        |
| Brandenburg            | 18. Dezember 1991 (GVBl. 661)       | 26. November 1998 (GVBl. I 218)      |
| Bremen                 | 1. April 1960 (GBl. 37)             | 9. Dezember 1986 (GBl. 290)          |
| Hamburg                | 13. März 1961 (GVBl. 79)            | 18. Juli 2001 (GVBl. 251)            |
| Hessen                 | 4. Juli 1966 (GVBl. I 151)          | 23. September 2003 (GVBl. I 268)     |
| Mecklenburg-Vorpommern | 10. August 1998 (GVBl. 743)         | 25. April 2016 (GVOBl. 198, 202)     |
| Niedersachsen          | 2. Juli 1982 (GVBl. 139)            | 5. November 2004 (Nds. GVBl. S. 394) |
| Nordrhein-Westfalen    | 13. Mai 1980 (GV.NW. S. 510)        | 19. Februar 2003 (GV.NRW. S. 156)    |
| Rheinland-Pfalz        | 8. Juli 1957 (GVBl. 101)            | 6. Februar 2001 (GVBl. 29)           |
| Saarland               | 27. März 1974 (ABl. 430)            | 21. Februar 2001 (ABl. 532)          |
| Sachsen                | 17. Juli 1992 (SächsGVBl. S. 327)   | 6. Oktober 2013 (SächsGVBl. 802)     |
| Sachsen-Anhalt         | 23. Juni 1994 (GVBl. 710)           | 3. April 2001 (GVBl. 136)            |
| Thüringen              | 27. September 1994 (GVBl. 1053)     | 3. Dezember 2002 (GVBl. 432)         |

In Berlin gilt gem. § 8 Abs. 1 S. 1 VwVfG BE in seiner jeweiligen Fassung mit diversen Modifikationen (vgl. § 8 Abs. 1 S. 2–4 VwVfG BE).

### Landesrecht
- Verwaltungsvollstreckungsgesetz Baden-Württemberg
- Bayerisches Verwaltungszustellungs- und Vollstreckungsgesetz (VwZVG)
- Verwaltungsvollstreckungsgesetz Berlin (PDF; 16 kB)
- Verwaltungsvollstreckungsgesetz Brandenburg
- Verwaltungsvollstreckungsgesetz Hamburg
- Verwaltungsvollstreckungsgesetz Hessen (HessVwVG)
- Verwaltungsvollstreckungsgesetz Mecklenburg-Vorpommern
- Verwaltungsvollstreckungsgesetz Niedersachsen
- Verwaltungsvollstreckungsgesetz NRW
- Verwaltungsvollstreckungsgesetz Rheinland-Pfalz
- Verwaltungsvollstreckungsgesetz Saarland
- Verwaltungsvollstreckungsgesetz für den Freistaat Sachsen (SächsVwVG)
- Verwaltungsvollstreckungsgesetz Sachsen-Anhalt
- Landesbestimmungen Schleswig-Holstein
- Thüringer Verwaltungszustellungs- und Vollstreckungsgesetz (ThürVwZVG)